# Polynesia aeriferata
Polynesia aeriferata är en fjärilsart som beskrevs av Walker 1863. Polynesia aeriferata ingår i släktet Polynesia och familjen mätare. Inga underarter finns listade i Catalogue of Life.